# Cammy MacGregor
| Posities op de WTA-ranglijst Positie per einde seizoen: \| jaar \| rang enkelspel \| rang dubbelspel \| \| ---- \| -------------- \| --------------- \| \| 1985 \| 215 \| – \| \| 1986 \| 77 \| 108 \| \| 1987 \| 134 \| 73 \| \| 1988 \| 189 \| 58 \| \| 1989 \| 96 \| 59 \| \| 1990 \| 120 \| 67 \| \| 1991 \| 164 \| 63 \| \| 1992 \| 198 \| 64 \| \| 1993 \| 195 \| 76 \| \| 1994 \| 456 \| 267 \| |                |                 |
| jaar | rang enkelspel | rang dubbelspel |
| 1985 | 215            | –               |
| 1986 | 77             | 108             |
| 1987 | 134            | 73              |
| 1988 | 189            | 58              |
| 1989 | 96             | 59              |
| 1990 | 120            | 67              |
| 1991 | 164            | 63              |
| 1992 | 198            | 64              |
| 1993 | 195            | 76              |
| 1994 | 456            | 267             |

Cammy MacGregor (Torrance, 11 oktober 1968) is een voormalig tennisspeelster uit de Verenigde Staten van Amerika. MacGregor speelt rechtshandig en heeft een tweehandige backhand. Zij was actief in het internationale tennis van 1984 tot en met 1995. Haar oudere zus Cynthia (overleden in 1996) was ook beroepstennisser – zij speelden veel dubbelspeltoernooien samen.

## Loopbaan

### Enkelspel
MacGregor debuteerde in januari 1985 op het ITF-toernooi van Delray Beach (VS). In 1986 speelde zij voor het eerst op een WTA-hoofdtoernooi, op het toernooi van Phoenix. Later dat jaar had zij haar grandslamdebuut op het US Open. Zij bereikte éénmaal een WTA-finale, op het toernooi van Taipei in 1989 – zij verloor daar van de Australische Anne Minter.
Haar beste resultaat op de grandslamtoernooien is het bereiken van de vierde ronde, op het Australian Open 1989. Haar hoogste notering op de WTA-ranglijst is de 75e plaats, die zij bereikte in oktober 1986.

### Dubbelspel
MacGregor behaalde in het dubbelspel betere resultaten dan in het enkelspel. Zij debuteerde in mei 1984 op het ITF-toernooi van Flemington (VS), samen met haar zus Cynthia – zij bereikten er de tweede ronde. Twee maanden later stond zij voor het eerst in een finale, op het ITF-toernooi van Birmingham (VS), weer samen met haar zus – zij verloren van het Amerikaanse duo Donna Rubin en Lisa Spain. In 1985 veroverde MacGregor haar eerste titel, op het ITF-toernooi van Midland (VS), samen met haar zus, door het duo Anne Grousbeck en Akemi Nishiya te verslaan. In totaal won zij drie ITF-titels, de tweede in 1986 in El Paso en de laatste tegen het einde van haar loopbaan (1994) in Los Gatos (VS).
In 1985 speelde MacGregor voor het eerst op een WTA-hoofdtoernooi op het toernooi van Manhattan Beach samen met landgenote Cecilia Fernandez. In 1986 had zij haar grandslamdebuut op Wimbledon, waar zij met haar zus was toegelaten als lucky loser. Twee weken later stond zij voor het eerst in een WTA-finale, op het toernooi van Newport, samen met landgenote Gretchen Rush – zij verloren van het Amerikaanse koppel Terry Holladay en Heather Ludloff. In 1987 veroverde MacGregor haar eerste WTA-titel, op het toernooi van Taipei, samen met haar zus, door het Amerikaanse koppel Sandy Collins en Sharon Walsh-Pete te verslaan. In totaal won zij drie WTA-titels, de tweede in 1991 in Scottsdale (met Mareen Louie-Harper aan haar zijde) en de laatste in 1993 in Pattaya (Thailand), geflankeerd door Française Catherine Suire.
Haar beste resultaat op de grandslamtoernooien is het bereiken van de kwartfinale, op het Australian Open 1990, samen met haar zus. Haar hoogste notering op de WTA-ranglijst is de 38e plaats, die zij bereikte in oktober 1992 na het bereiken van de finale op het WTA-toernooi van Taipei.

#### Gemengd dubbelspel
In deze discipline bereikte MacGregor de kwartfinale op het Australian Open 1991, samen met landgenoot Robert Van't Hof.

## Palmares
| Legenda                |
| ---------------------- |
| Grandslamtoernooi      |
| Olympische Spelen      |
| Year-End Championships |
| Tier I                 |
| Tier II                |
| Tier III               |
| Tier IV & V            |

### WTA-finaleplaatsen enkelspel
| nr.              | finale     | toernooi   | ondergrond | tegenstandster | score         | bron  |
| ---------------- | ---------- | ---------- | ---------- | -------------- | ------------- | ----- |
| gewonnen finales |            |            |            |                |               |       |
| geen             |            |            |            |                |               |       |
| verloren finales |            |            |            |                |               |       |
| 1.               | 1989-04-30 | WTA Taipei | hardcourt  | Anne Minter    | 1-6, 6-4, 2-6 | [ 1 ] |

### WTA-finaleplaatsen vrouwendubbelspel
| nr.              | finale     | toernooi         | ondergrond | partner             | tegenstandsters                  | score         | bron   |
| ---------------- | ---------- | ---------------- | ---------- | ------------------- | -------------------------------- | ------------- | ------ |
| gewonnen finales |            |                  |            |                     |                                  |               |        |
| 1.               | 1987-04-26 | WTA Taipei       | tapijt (i) | Cynthia MacGregor   | Sandy Collins Sharon Walsh-Pete  | 7-6, 5-7, 6-4 | [ 2 ]  |
| 2.               | 1991-11-03 | WTA Scottsdale   | hardcourt  | Mareen Louie-Harper | Sandy Collins Elna Reinach       | 7-5, 3-6, 6-3 | [ 3 ]  |
| 3.               | 1993-04-18 | WTA Pattaya      | hardcourt  | Catherine Suire     | Patty Fendick Meredith McGrath   | 6-3, 7-6      | [ 4 ]  |
| verloren finales |            |                  |            |                     |                                  |               |        |
| 1.               | 1986-07-20 | WTA Newport (VS) | gras       | Gretchen Rush       | Terry Holladay Heather Ludloff   | 1-6, 7-6, 3-6 | [ 5 ]  |
| 2.               | 1987-10-18 | WTA San Juan     | hardcourt  | Cynthia MacGregor   | Lise Gregory Ronni Reis          | 5-7, 5-7      | [ 6 ]  |
| 3.               | 1988-01-31 | WTA Auckland     | hardcourt  | Cynthia MacGregor   | Patty Fendick Jill Hetherington  | 2-6, 1-6      | [ 7 ]  |
| 4.               | 1988-04-03 | WTA Tampa        | gravel     | Cynthia MacGregor   | Terry Phelps Raffaella Reggi     | 2-6, 4-6      | [ 8 ]  |
| 5.               | 1988-07-24 | WTA Schenectady  | hardcourt  | Lea Antonoplis      | Ann Henricksson Julie Richardson | 3-6, 6-3, 5-7 | [ 9 ]  |
| 6.               | 1989-10-29 | WTA San Juan     | hardcourt  | Ronni Reis          | Gigi Fernández Robin White       | regen         | [ 10 ] |
| 7.               | 1992-10-04 | WTA Taipei       | hardcourt  | Amanda Coetzer      | Jo-Anne Faull Julie Richardson   | 6-3, 3-6, 2-6 | [ 11 ] |
| 8.               | 1993-01-16 | WTA Melbourne    | hardcourt  | Shaun Stafford      | Nicole Provis Nathalie Tauziat   | 6-1, 3-6, 3-6 | [ 12 ] |

### Gewonnen ITF-toernooien dubbelspel
| nr. | finale     | toernooi  | dotatie | ondergrond | partner           | tegenstandsters in finale              | score         |
| --- | ---------- | --------- | ------- | ---------- | ----------------- | -------------------------------------- | ------------- |
| 1.  | 1985-07-20 | Midland   | $10.000 | gravel     | Cynthia MacGregor | Anne Grousbeck Akemi Nishiya           | 6-3, 2-6, 6-2 |
| 2.  | 1986-01-17 | El Paso   | $10.000 | hardcourt  | Cynthia MacGregor | Viktorija Milvidskaja Natallja Zverava | 4-6, 6-3, 6-4 |
| 3.  | 1994-10-09 | Los Gatos | $25.000 | hardcourt  | Stephanie Reece   | Maureen Drake Audra Keller             | 0-6, 7-5, 6-4 |

## Resultaten grandslamtoernooien
| Legenda | Legenda                          |
| ------- | -------------------------------- |
| g.t.    | geen toernooi gehouden           |
| l.c.    | lagere categorie                 |
| –       | niet deelgenomen                 |
| G       | uitgeschakeld in de groepsfase   |
| 1R      | uitgeschakeld in de eerste ronde |
| 2R      | uitgeschakeld in de tweede ronde |
| 3R      | uitgeschakeld in de derde ronde  |
| 4R      | uitgeschakeld in de vierde ronde |
| KF      | uitgeschakeld in de kwartfinale  |
| HF      | uitgeschakeld in de halve finale |
| F       | de finale verloren               |
| W       | het toernooi gewonnen            |
| w-v     | winst/verlies-balans             |

### Enkelspel
| toernooi        | 1986 | 1987 | 1988 | 1989 | 1990 | 1991 |    | 1993 | w-v |
| --------------- | ---- | ---- | ---- | ---- | ---- | ---- | -- | ---- | --- |
| Australian Open | g.t. | 2R   | 3R   | 4R   | 2R   | 1R   | –  | 7-5  |     |
| Roland Garros   | –    | –    | –    | –    | 2R   | –    | –  | 1-1  |     |
| Wimbledon       | –    | 1R   | –    | 1R   | 1R   | –    | 1R | 0-4  |     |
| US Open         | 2R   | 1R   | –    | 2R   | 1R   | –    | –  | 2-4  |     |

### Vrouwendubbelspel
| toernooi        | 1986 | 1987 | 1988 | 1989 | 1990 | 1991 | 1992 | 1993 | 1994 | w-v |
| --------------- | ---- | ---- | ---- | ---- | ---- | ---- | ---- | ---- | ---- | --- |
| Australian Open | g.t. | 1R   | 1R   | 2R   | KF   | 3R   | –    | 2R   | –    | 7-6 |
| Roland Garros   | –    | –    | –    | 2R   | 1R   | –    | –    | –    | –    | 1-2 |
| Wimbledon       | 1R   | 2R   | 1R   | 1R   | 1R   | 1R   | 1R   | –    | –    | 2-8 |
| US Open         | 1R   | 2R   | 3R   | 2R   | 1R   | 1R   | 2R   | 2R   | 1R   | 6-9 |

### Gemengd dubbelspel
| toernooi        | 1989 | 1990 | 1991 | w-v |
| --------------- | ---- | ---- | ---- | --- |
| Australian Open | –    | –    | KF   | 2-1 |
| Roland Garros   | 1R   | 1R   | –    | 0-2 |
| Wimbledon       | 1R   | –    | –    | 0-1 |
| US Open         | –    | –    | –    | 0-0 |